# Bliżewo
Bliżewo (deutsch Blieshöfen) ist ein Ort in der polnischen Woiwodschaft Ermland-Masuren. Er gehört zur Gmina Płoskinia (Landgemeinde Plaßwich) im Powiat Braniewski (Kreis Braunsberg).

## Geographische Lage
Bliżewo liegt östlich des Passarge-Stausees (auch Talsperre Pettelkau, polnisch Jezioro Pierzchalskie) im Nordwesten der Woiwodschaft Ermland-Masuren, elf Kilometer südöstlich der Kreisstadt Braniewo (Braunsberg).

## Geschichte
Blieshöfen bestand aus ein paar kleinen Höfen. Als Landgemeinde kam das Dorf 1874 zum neu errichteten Amtsbezirk Schalmey (polnisch Szalmia) im ostpreußischen Kreis Braunsberg, Regierungsbezirk Königsberg. 59 Einwohner zählte Blieshöfen im Jahre 1910.
Am 17. Oktober 1928 verlor Blieshöfen seine Eigenständigkeit, als es zusammen mit dem Nachbarort Klein Maulen (polnisch Mułki) nach Schöndamerau (polnisch Dąbrowa) eingemeindet wurde.
Als 1945 in Kriegsfolge das gesamte südliche Ostpreußen an Polen fiel, erhielt Blieshöfen die polnische Namensform „Bliżewo“. Heute ist das Dorf „część wsi Dąbrowa“ (= „ein Teil des Dorfs Dąbrowa“) innerhalb der Gmina Płoskinia (Landgemeinde Plaßwich) im Powiat Braniewski (Kreis Braunsberg), von 1975 bis 1998 der Woiwodschaft Elbląg, seither der Woiwodschaft Ermland-Masuren zugehörig.

## Religion
Seitens der römisch-katholischen Kirche gehörte Blieshöfen bis 1945 zu Pfarrei in Schalmey (polnisch Szalmia). Die dortige Kirche wurde 1945 zerstört, so dass nunmehr die Pfarrei in Płoskinia (Plaßwich) die Einwohner in Bliżewo betreut.
Bis 1945 war Blieshöfen zudem in die evangelische Kirche Braunsberg in der Kirchenprovinz Ostpreußen der Kirche der Altpreußischen Union eingegliedert. Heute ist Bliżewo der Diözese Masuren der Evangelisch-Augsburgischen Kirche in Polen zugeordnet.

## Verkehr
Bliżewo liegt an einem Landweg, der von Dąbrowa (Schöndamerau) nach Szalmia (Schalmey) verläuft. Eine Bahnanbindung besteht nicht.